# Necromys punctulatus
Necromys punctulatus é uma espécie de roedor da família Cricetidae.
Apenas pode ser encontrada no Equador.